# Travis Mathews
Travis Mathews (né en 1975) est un réalisateur américain indépendant.

## Biographie
À partir de 2009, il réalise une websérie, In Their Room.
Son court métrage de 2010 I Want Your Love est considéré comme un exemple de « porno gay arty ».
Il coréalise avec James Franco le docufiction sur le BDSM gay Interior. Leather Bar. qui est présenté au Festival du film de Sundance 2013.
Son film Discreet est nommé pour le Teddy Award du meilleur film à la Berlinale 2017.

## Filmographie
- 2009 : In Their Room
- 2010 : I Want Your Love (court métrage)
- 2011 : In Their Room: Berlin
- 2012 : I Want Your Love
- 2013 : Interior. Leather Bar. coréalisé avec James Franco
- 2013 : In Their Room: London
- 2017 : Discreet